# Denens
Denens es una comuna suiza del cantón de Vaud, situada en el distrito de Morges. Limita al norte con la comuna de Bussy-Chardonney, al noreste con Vufflens-le-Château, al sureste con Lully, al sur con Lussy-sur-Morges, y al oeste con Villars-sous-Yens y Yens.
La comuna está situada a 5 km del lago Lemán, 13 km de Lausana, 108 de Berna y a 52 de Ginebra. Hizo parte hasta el 31 de diciembre de 2007 del círculo de Villars-sous-Yens.

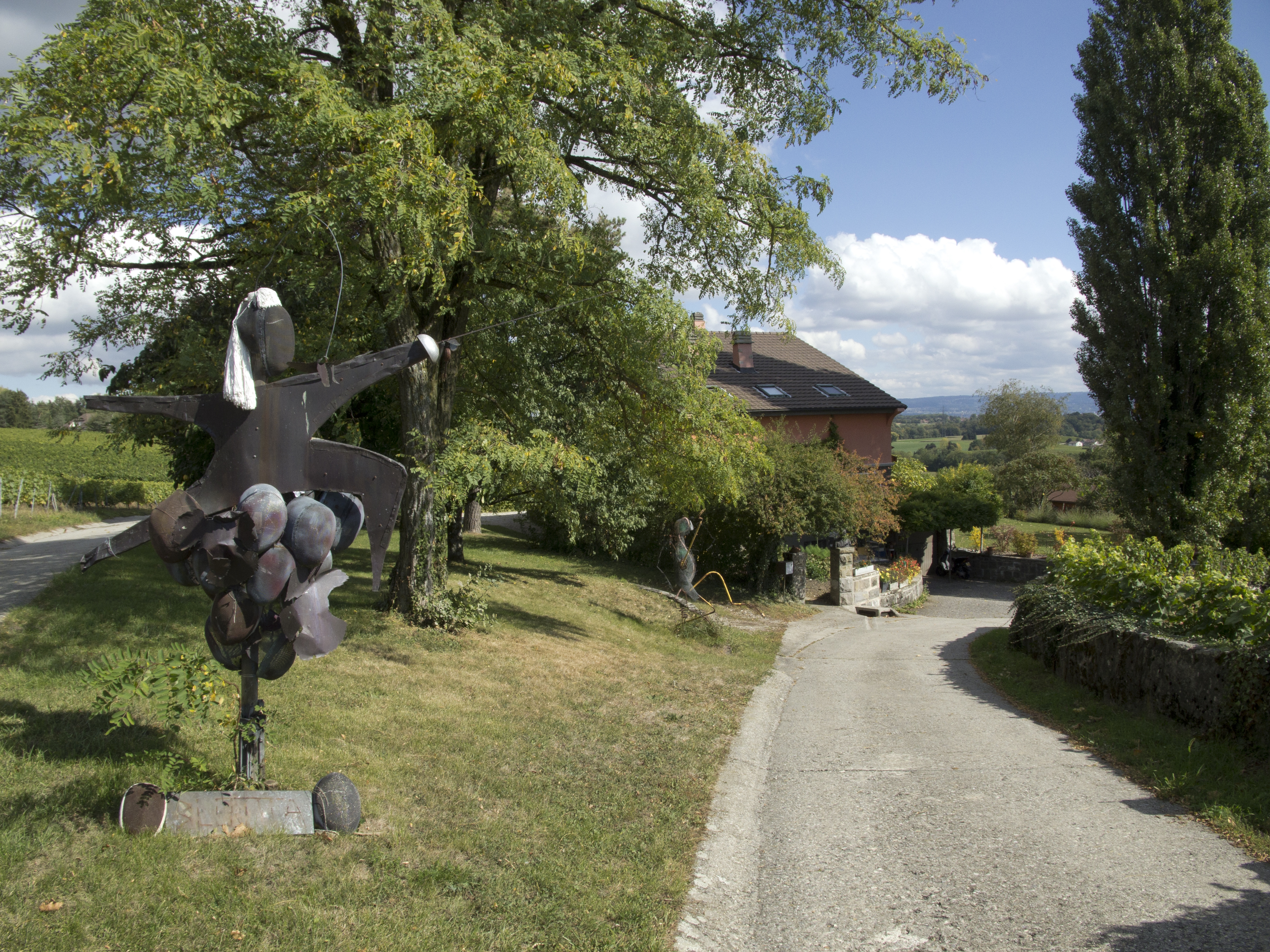
Denens.